# Sobiesław Mościcki
Sobiesław Maria Kornel Mościcki (ur. 13 sierpnia 1900 w Rogaticy, zm. wiosną 1940 w Charkowie) – polski leśnik, kapitan żandarmerii rezerwy Wojska Polskiego, ofiara zbrodni katyńskiej.

## Życiorys
Syn Kornela i Jadwigi z Radomyskich. Był młodszym bratem Adriana (ur. 13 grudnia 1895 w Sarajewie, zm. 1918?) i Klemensa (zm. 1920). Wszyscy trzej uczęszczali do c. k. Gimnazjum I w Rzeszowie. W 1914 Adrian złożył maturę, natomiast Klemens ukończył klasę VIIb, a Sobiesław klasę IIIb. 23 grudnia 1933 Adrian i Klemens zostali pośmiertnie odznaczeni Krzyżem Niepodległości.
13 grudnia 1917 Sobiesław, jako uczeń VII klasy wstąpił do Polskiego Korpusu Posiłkowego i został przydzielony do 10. kompanii uzupełniającej . W lutym 1918, po bitwie pod Rarańczą, został internowany w Szeklence, Huszt i Talaborfalva . Po ucieczce razem z braćmi przedostał się przez Moskwę do Murmańska. W lipcu 1918 drogą morską dotarł do Anglii, a potem do polskiego obozu w Sille de Guillaume we Francji. Ukończył Szkołę Aspirantów w Camp du Ruchard. Z Armią gen. Hallera wrócił do kraju. 11 czerwca 1919 w macierzystym gimnazjom złożył maturę „w terminie nadzwyczajnym” (tzw. „matura wojenna”). W lutym 1920 został przeniesiony „czasowo, aż do reaktywacji” z Batalionu Zapasowego 49 pułku Strzelców Kresowych do 49 Pułku Strzelców Kresowych.
19 listopada 1920 został zwolniony do rezerwy. 8 stycznia 1924 został zatwierdzony w stopniu podporucznika ze starszeństwem z 1 czerwca 1919 i 1758. lokatą w korpusie oficerów rezerwy piechoty. Posiadał wówczas przydział w rezerwie do 64 pułku piechoty w Grudziądzu. Później został zweryfikowany w stopniu porucznika ze starszeństwem z 1 czerwca 1919 i 5579. lokatą w korpusie oficerów rezerwy piechoty. W kwietniu 1931 został przeniesiony do korpusu oficerów żandarmerii i przydzielony w rezerwie do 8 Dywizjonu Żandarmerii w Toruniu. Na stopień kapitana został mianowany ze starszeństwem z 1 stycznia 1936 i 2. lokatą w korpusie oficerów rezerwy żandarmerii.
W 1924, po ukończeniu studiów leśnych na Uniwersytecie Poznańskim, rozpoczął pracę w Administracji Lasów Państwowych jako adiunkt. W latach 1931–1939 był nadleśniczym w Nadleśnictwie Kartuzy. 30 maja 1938 Komitet Krzyża i Medalu Niepodległości odrzucił wniosek o nadanie mu tego odznaczenia.
W nieznanych okolicznościach, po agresji ZSRR na Polskę (17 września 1939), został wzięty do niewoli sowieckiej i osadzony w obozie w Starobielsku. Wiosną 1940 został zamordowany przez funkcjonariuszy NKWD w Charkowie i pogrzebany w bezimiennej zbiorowej mogile w Piatichatkach, gdzie od 17 czerwca 2000 mieści się oficjalnie Cmentarz Ofiar Totalitaryzmu w Charkowie. Figuruje na tzw. liście Gajdideja (poz. 2264).
Był żonaty z Marią Nikodemowiczówną, z którą miał troje dzieci: Ewę (ur. 1925), Annę i Andrzeja (ur. 1928).
5 października 2007 minister obrony narodowej Aleksander Szczygło mianował go pośmiertnie na stopień majora. Awans został ogłoszony 9 listopada 2007 w Warszawie, w trakcie uroczystości „Katyń Pamiętamy – Uczcijmy Pamięć Bohaterów”.

## Upamiętnienie
S. Mościckiego upamiętniają Dęby Pamięci posadzone w: Ostrowi Mazowieckiej (2010), Wierzchlesie (2013) oraz 9 września 2014 przed siedzibą Nadleśnictwa Kartuzy, gdzie upamiętnia go także obelisk.
22 czerwca 2018 Rada Miejska w Kartuzach podjęła uchwałę nr XLVII/544/2018 w sprawie nadania jednej z ulic miasta nazwy „Nadleśniczego Sobiesława Mościckiego”.